# Coppa Libertadores (calcio a 5 femminile)
La Coppa Libertadores femminile è l'unica competizione continentale di calcio a 5 femminile per club organizzata dalla CONMEBOL. È riservata alle squadre vincitrici dei rispettivi campionati nazionali. Già conosciuta anche come Torneo Sudamericano de Clubes de Futsal Femenino, ha assunto l'attuale denominazione dalla stagione 2015.

## Albo d'oro
| Stagione           | Sede                      | Campione       | Risultato     | Secondo posto          | Terzo posto      | Risultato       | Quarto posto   |
| ------------------ | ------------------------- | -------------- | ------------- | ---------------------- | ---------------- | --------------- | -------------- |
| 2012               | Asunción                  | Chapecó        | 8 - 0         | Sport Colonial         | Santiago Morning | 2 - 1           | San Lorenzo    |
| 2013               | Ñuñoa                     | Chapecó        | 5 - 1         | San Lorenzo            | Santiago Morning | 3 - 2           | Bella Vista    |
| 2014               | Non disputata             | Non disputata  | Non disputata | Non disputata          | Non disputata    | Non disputata   | Non disputata  |
| Coppa Libertadores |                           |                |               |                        |                  |                 |                |
| 2015               | Ñuñoa                     | Barateiro      | 11 - 0        | Santiago Morning       | San Lorenzo      | 1 - 0           | Kimberley      |
| 2016               | Ñuñoa                     | Barateiro      | 7 - 2         | Estudiantes de Guárico | Río Negro City   | 6 - 4           | San Lorenzo    |
| 2017               | Asunción                  | Chapecó        | 4 - 2         | Sport Colonial         | Trujillanos      | 4 - 0           | Palestino      |
| 2018               | Luque                     | Leõas da Serra | 4 - 0         | Sport Colonial         | San Lorenzo      | 2 - 2 (2-0 dcr) | Deportivo Lyon |
| 2019               | Camboriú                  | Cianorte       | 2 - 0         | Independiente Cali     | Kimberley        | 4 - 2           | Peñarol        |
| 2020               | non conosciuta (bandiera) |                | -             |                        |                  | -               |                |

## Statistiche

### Club
| Titoli | Squadra        | Anni             |
| ------ | -------------- | ---------------- |
| 3      | Chapecó        | 2012, 2013, 2017 |
| 2      | Barateiro      | 2015, 2016       |
| 1      | Leõas da Serra | 2018             |
| 1      | Cianorte       | 2019             |

### Vittorie per nazione
| Titoli | Nazione | Squadre                                                      |
| ------ | ------- | ------------------------------------------------------------ |
| 7      | Brasile | Chapecó (3), Barateiro (2), Leõas da Serra (1), Cianorte (1) |